# 슬로베니아 톨라르
톨라르(tolar)는 1991년 10월 8일부터 2006년 12월 31일까지 사용되던 슬로베니아의 통화였다. 1 톨라르는 100 스토티노브(stotinov)로 나뉜다. 슬로베니아 톨라르를 위한 ISO 4217 통화 코드는 SIT였다. 1991년 10월부터 1992년 6월까지, 두문자어 SLT가 사용되었다.

## 역사
톨라르(tolar)라는 이름은 탈러(Thaler)에서 유래되었고 달러와 동계어이다.
슬로베니아는 1991년 10월 8일을 기해 톨라르를 도입했는데 교환 비율은 1990년 당시의 유고슬라비아 디나르와 동일한 수준의 비율이었다. 슬로베니아는 2004년 6월 28일을 기해 ERM II에 가맹했으며 2007년 1월 1일을 기해 유로를 도입했다. 유로와의 교환 비율은 1 유로 = 239.640 톨라르이다.
2007년 1월 14일까지 유로와 함께 통용되었으며 10, 20, 50 스토틴, 1, 2, 5, 10, 20, 50 톨라르 동전과 10, 20, 50, 100, 200, 500, 1,000, 5,000, 10,000 톨라르 지폐가 통용되었다.

## 같이 보기
- 슬로베니아의 경제
- 슬로베니아의 유로 주화